# Armando Guebuza
Armando Emílio Guebuza (districte de Murrupula, província de Nampula, Moçambic, 20 de gener de 1943) és un polític mozambiquès, tercer president del país entre 2005 i 2015.

## Biografia
Des de molt jove es va integrar a la lluita per la independència i va passar a ser membre del Nucli dels Estudiants Secundaris Africans de Moçambic (NESAM) fundat per Eduardo Chivambo Mondlane. Va ingressar en el Front d'Alliberament de Moçambic (FRELIMO) el 1963, amb només vint anys. Dos anys després va ser elegit membre del Comitè Executiu. En el transcurs de la lluita armada d'alliberament nacional va ser nomenat Comissari Polític, funcions que va exercir fins a 1973.
En 1974, després de la signatura dels Acords de Lusaka, va ser designat Ministre d'Administració Interna durant el govern de transició. Després de la proclamació de la independència nacional el 1975, va ser nomenat Ministre de l'Interior, càrrec que va exercir fins a 1977. De 1978 a 1979, va exercir les funcions de Governador de Cabo Delgado i al maig de 1983 va tornar al càrrec de Ministre de l'Interior amb el grau de Tinent General sota Samora Machel. Va dictar la llei que obligava als residents portuguesos a deixar el país en 24 hores amb 20 kilos d'equipatge, llei coneguda com a orde 24/20. Durant la dècada de 1980 Guebuza va desenvolupar un programa impopular conegut com a "operació producció" en el qual les persones sense treball de les àrees urbanes van ser traslladats a les zones rurals a la part nord del país.

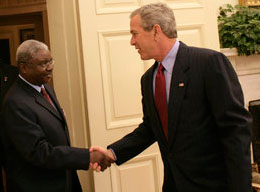
Armando Guebuza amb George Bush al Despatx Oval, 13 de juny de 2005

A la mort de Samora Machel el 1986 va ser membre del Buró Polític del Comitè Central del FRELIMO que va regir el país unes setmanes. En 1990, va ser designat cap de la delegació governamental que va participar durant dos anys en les converses de pau en Itàlia. Fou signant de l'acord de pau amb la Renamo (Roma, 4 d'octubre de 1992). Durant la fase de transició cap a les primeres eleccions generals moçambiqueses de 1994 va representar al Govern de Moçambic en el conjunt de supervisió i monitoratge de la Comissió, el màxim òrgan de l'aplicació dels acords generals de Pau. Al primer parlament multipartidista va ser elegit diputat per la província de Maputo i més tard va ser elegit cap de la bancada del FRELIMO al Parlament. En les eleccions generals moçambiqueses de 1999, va ser elegit diputat novament per la província de Sofala, mantenint-se com a cap del grup parlamentari del FRELIMO. Després de l'abandonament de la política socialista pel president Joaquim Chissano en la dècada dels 80, Guebuza es va convertir en un reeixit home de negocis de la construcció i indústria pesquera, aprofitant la privatització de les indústries nacionals.
El 2002 fou escollit com a candidat presidencial del Frelimo representant la línia conservadora, i el mateix any va esdevenir secretari general.

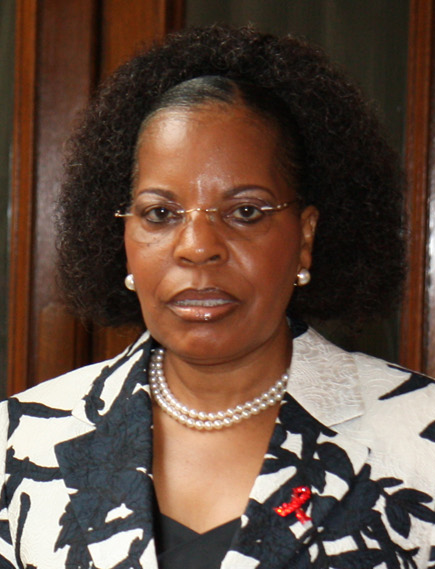
Maria da Luz Guebuza, primera dama de Moçambic, a Londers (Juny 2014).

L'agost de 2021 el seu fill, Ndambi Guebuza, va ser jutjat per corrupció.

## President
A les eleccions del desembre del 2004 va obtenir el 63,7% dels vots enfront del candidat de la Renamo Afonso Dhlakama. Va assolir la presidència el 2 de febrer del 2005. En Octubre de 2009 és reelegit per al càrrec amb el suport del 75% dels vots. Guebuza ha estat el primer en entrar en la presidència de Moçambic sense un programa o ideologia marxistes.
Els observadors internacionals a les eleccions van criticar el fet que la Comissió Nacional Electoral (CNE) no va dur a terme unes eleccions justes i transparents. S'enumeraren una sèrie de deficiències per les autoritats electorals que han beneficiat al partit en el poder, el FRELIMO.

## Interessos personals
Armando Guebuza és un dels individus més rics de Moçambic, qui segons Marcelo Mosse s'ha guanyat el sobrenom de Mr Gue-Business: És accionista de Laurentina, la segona cerveseria de Moçambic, i un dels principals accionistes del Banco Mercantil de Investimentos.